# Chalmoux
Chalmoux – miejscowość i gmina we Francji, w regionie Burgundia-Franche-Comté, w departamencie Saona i Loara.
Według danych na rok 1990 gminę zamieszkiwało 789 osób, a gęstość zaludnienia wynosiła 21 osób/km² (wśród 2044 gmin Burgundii Chalmoux plasuje się na 300. miejscu pod względem liczby ludności, natomiast pod względem powierzchni na miejscu 89.).